# Карнесекки, Марко
Ма́рко Карнесе́кки (итал. Marco Carnesecchi; 1 июля 2000, Римини) — итальянский футболист, вратарь клуба «Аталанта».

## Клубная карьера
Воспитанник «Чезены», из которой в возрасте 17 лет попал в «Аталанту», с которой он еще 2 года играл на молодежном уровне, выиграв юношеский чемпионат Италии 2018/19. Впервые попал в заявку главной команды 14 января 2019 на матч Кубка Италии 2018/19 против «Кальяри», но остался на скамейке запасных.
25 июля 2019 года Карнесекки был отдан в аренду новичку Серии B «Трапани», где и дебютировал на взрослом уровне 22 сентября 2019 в игре чемпионата против «Салернитаны» (0:1), сыграв целую игру. В общей сложности за сезон сыграл 33 игры Серии В, но не сумел спасти команду от вылета.
После аренды Марко вернулся в «Аталанту», где занимал роль третьего вратаря после Пьерлуиджи Голлини и Марко Спортьелло, поэтому не сыграл ни одного матча и 5 января 2021 снова был отдан в аренду в клуб Серии В «Кремонезе» на оставшийся сезон 2020/21. К концу сезона сыграл 20 игр.

## Карьера в сборной
В октябре 2016 года Карнесекки впервые был вызван в юношескую сборную Италии до 17 лет, а дебютировал 14 декабря 2016 года в товарищеском матче против Венгрии. В составе этой сборной был участником юношеского чемпионата Европы 2019 года в Хорватии, но был дублером Симоне Гидотти и на поле не выходил, а итальянцы не смогли преодолеть групповой этап.
Впоследствии он был основным вратарем сборной Италии до 19 лет на юношеском чемпионате Европы 2019 в Армении, но команда выбыла на групповом этапе.
Со сборной до 20 лет выступал на молодежном чемпионате мира 2019, где был дублером Алессандро Плиццари, поэтому сыграл лишь в двух матчах — на групповом этапе с Японией и в игре за третье место против Эквадора.
В составе молодежной сборной Италии дебютировал 6 сентября 2019 года в товарищеском матче против Молдовы. В ее составе поехал на молодежный чемпионат Европы 2021 года в Венгрии и Словении, где сыграл во всех 4 играх своей команды и был включен в символическую сборную.